# GFW 위민스 챔피언십
GFW 위민스 챔피언십(GFW Women's Championship)은 GFW에 존재하던 챔피언 타이틀이다

## 역사
2015년 7월 24일, 8월 21일, 10월 23일에 진행될 앰프드 녹화를 통해 토너먼트를 진행하여, 초대 챔피언을 결정했다.
2017년 4월 단체가 임팩트 레슬링과 합병되어 임팩트 레슬링에서 방어전이 치러진다.
2017년 TNA 녹아웃츠 챔피언십과 통합되어 역사속으로 사라진다.

## 기록들
- 초대 챔피언 : 크리스티나 본 에리
- 마지막 챔피언 : 시에나
- 최장수 챔피언 : 크리스티나 본 에리 (546일)
- 최단 기간 챔피언 : 시에나 (72일)
- 최다 챔피언 : 크리스티나 본 에리, 시에나 (1회)
- 최중량급 챔피언 : 시에나 (68kg)
- 최경량급 챔피언 : 크리스티나 본 에리 (56kg)
- 최고령 챔피언 : 시에나 (29세 167일)
- 최연소 챔피언 : 크리스티나 본 에리 (26세 56일)

## 역대 챔피언
- 크리스티나 본 에리 (초대 챔피언)
- 시에나 (마지막 챔피언)

## 같이 보기
- WWE 위민스 챔피언십 (1956년~2010년)
- WWE 위민스 챔피언십 (2023년)
- WWE 위민스 월드 챔피언십
- WWE 디바스 챔피언십
- WWF 위민스 태그팀 챔피언십
- WWE 위민스 태그팀 챔피언십
- WWE NXT 위민스 챔피언십
- TNA 녹아웃 월드 챔피언십
- TNA 녹아웃 월드 태그팀 챔피언십
- AEW 위민스 월드 챔피언십